# Steineria phimifera
Steineria phimifera är en rundmaskart som beskrevs av Christian Wieser 1959. Steineria phimifera ingår i släktet Steineria och familjen Monhysteridae. Inga underarter finns listade i Catalogue of Life.